# Tennie
Tennie – miejscowość i gmina we Francji, w regionie Kraj Loary, w departamencie Sarthe.
Według danych na rok 1990 gminę zamieszkiwało 850 osób, a gęstość zaludnienia wynosiła 26 osób/km² (wśród 1504 gmin Kraju Loary Tennie plasuje się na 644. miejscu pod względem liczby ludności, natomiast pod względem powierzchni na miejscu 242.).